# 朱尔与吉姆
《夏日之戀》（法語：Jules et Jim）是一部1962年法国电影，由法蘭索瓦·杜魯福导演，根据亨利-皮埃尔·罗谢1953年的半自传体同名小说改编。这是楚浮的代表作之一。

## 剧情
这部电影背景设定在一次大战之前及之后的法国、奥地利、德国。朱尔（奥斯卡·维尔内）来自奥地利是一个害羞的作家，与法国人吉姆（亨利·塞尔）结下深刻友谊。他们对世界的艺术和波希米亚的生活方式有共同的兴趣。在电影开头的一次旅行中，他们被同一个女神雕像安详的微笑迷住了。
与几个女人的邂逅后，他们遇到了自由奔放的，反复无常的凯瑟琳（让娜·莫罗），就好像女神雕像的翻版。虽然她开始与朱尔交往，两人都受她的到来和她生活态度的影响。宣战前几天，朱尔和凯瑟琳去奥地利结婚。朱爾與吉姆均参加了军队，然而，他们供职于对立双方，都恐惧在战争中杀害自己的朋友。
一战结束后，吉姆来访，后来，朱尔和凯瑟琳住在他们建于黑森林的房子。朱爾和凱薩琳有一个小女儿，萨宾，但他们的婚姻不快乐。凯瑟琳以各种琐事折磨和惩罚朱尔，她告诉吉姆说，一次她离开朱尔和他们的女儿六个月。她调情，并试图勾引吉姆，他从来没有忘记她。朱尔绝望了，怕凯瑟琳永远离开他，给吉姆祝福，让他和凯瑟琳结婚，这样他可以继续去拜访他们，并看到她。有一段时间，他们四人在同一间奥地利小屋中幸福地生活在一起，直到吉姆和凯瑟琳之间关系紧张，因为他们不能生孩子。吉姆离开凯瑟琳去了巴黎。凯瑟琳和吉姆互寄了几封信，他们决心团聚的时候才发现，凯瑟琳其实怀了孩子。然而，团聚后，朱尔告知吉姆，他和凯瑟琳的胎儿已经流产。
一段时间后，吉姆到巴黎见朱尔。他得知朱尔和凯瑟琳回到法国。凯瑟琳试图让吉姆回来，但他拒绝她，说他要娶吉尔伯特。一气之下，她用枪指着他，但他逃走了。后来，他在一个著名的电影院遇到了朱尔和凯瑟琳。
他们三人在一个露天咖啡馆相聚。凯瑟琳让吉姆上了自己的车，她说她有事情要告诉他。她让朱尔看着他们，并驱动汽车开过断桥，和吉姆一起毁灭。朱尔勒留下，捧着二人的骨灰走向納骨堂。

## 制作

### 筹备
特吕弗筹备《朱尔与吉姆》时，新浪潮运动正遭受猛攻击，他的上一作品《射杀钢琴师》遭到惨败。卡洛斯影片公司财政陷入困境，特吕弗成为主要负责人。他写信给海伦·斯科特希望《朱尔与吉姆》获得成功，以扭转整个状况。
1960年9月，特吕弗独自在圣保罗德旺斯的科龙布道尔住了约两周左右。他重新编剧，因为不喜欢三年前送给亨利一皮埃尔·罗谢看的版本。这位作家从1901年开始花了将近60年写作的关于海伦·赫塞尔、弗朗兹·赫塞尔和罗谢本人间的三角关系的《笔记》启发了特吕弗启发，他将剧本重新定位在主人公凯瑟琳同时产生的对两个男人的爱情，两个男人性格迥异：法国人吉姆优雅如同罗谢；德国人朱尔温柔慷慨，后来与凯瑟琳结婚并有了一个女儿。
一个周末，让娜·莫罗来到圣保罗德旺斯见特吕弗。这部影片受到他们的关系的影响，特吕弗也向海伦·斯科特说：“《朱尔与吉姆》将是生命与死亡的赞歌，将展示所有不可能的婚外情带来的愉悦与痛苦。”他求助让·格吕奥想让剧本与小说拉开距离。1961年二人开始合作写作一段更纯粹的三角恋剧本。
为了寻找扮演吉姆的演员，特吕弗挑选了当时籍籍无名的亨利·塞尔。他身材高大而消瘦、声音低沉而温柔、动作生硬而快捷，与年轻的罗谢相类似。特吕弗希望找外国演员扮演朱尔，本打算找意大利的马斯楚安尼，但最后还是找了德国人奥斯卡·维尔内。通过马克斯·奥菲尔斯引见，维尔内结识了特吕弗和让娜·莫罗，接受了特吕弗的建议。正式开拍前，特吕弗在莫罗家住了一段时间。

### 拍摄
完成剧本后，弗朗索瓦·特吕弗感到紧张。当时还没找到发行商，资金也只有来自塞迪夫公司的资助。贝尔贝鼓励他，他很清楚资金的风险。绝大多数发行商都不看好这部影片的主题。因此，《朱尔与吉姆》的拍摄很节俭，开拍时预算尚未完全落实。特吕弗通过玛丽·杜布瓦和小萨比娜·奥德潘发行此片。拍摄地点很快找到了，很多场景都是在朋友提供的场地拍摄的。1961年4月10日开机，所有人来到诺曼底圣皮埃尔一杜沃福菜的穆兰当蒂，《四百擊》最后几个场景就是在这里拍的。
剧组人员只有15个左右。他先拍次要场景。他增加了拍摄次数，起初每个镜头平均拍7次，最后几周减少到3次。最后，为了制造适于疯狂恋情的氛围，特吕弗要求所有演员即使在没有拍片任务时也要到拍摄现场。不过，拍摄初期非常艰难，因为场地和布景经常变化（起初在诺曼底，然后在埃莫努维尔、巴黎、博蒙苏瓦兹）剧组还经常遇到麻烦：玛丽·杜布瓦、让娜·莫罗、亨利·塞尔在拍片期间均有伤病。
拍片生活十分紧张，莫罗几乎吸引了所有人的注意力，包括制片人、导演和亨利·塞尔。每当特吕弗感到气馁的时候都能得到她的鼓励和支持。拍片期间维尔内与特吕弗关系良好，这位奥地利演员开朗、细心、专注、友善。每天晚上，摄制组都聚在一起吃饭，弗朗索瓦通常坐在桌子的一端沉默寡言。弗洛朗丝·马尔罗负责教维尔内法语，后者有时会在车里唱莫扎特。
5月，为拍摄三个人一起度过的快乐生活，摄制组来到圣托佩附近，接着来到圣保罗-德旺斯郊区。贝尔贝趁机去了戛纳，当时正值戛纳电影节期间，他想去那里为这部影片找发行商，最后将《朱尔与吉姆》以2000万旧法郎的价钱卖给了西内迪影片公司。影片的花费是这个价钱的7倍，但，这笔钱支撐了最后几周的拍摄。从5月中到6月初，影片中最重要的一些场景拍摄于沃斯吉和莫尔肯雷恩，这里有朱尔和凯瑟琳的德国式大木屋。有些场景拍起来非常讲究，在朗登巴赫一维耶伊阿尔芒火车站拍摄火车上的几个镜头时动用了升降机和直升机。其他场面如吉姆与凯瑟琳之间长久互诉衷肠的场面，要以特殊的滤色镜营造夜晚的环境。6月中旬，在斯特拉斯堡公墓火葬场拍完卡特林娜与吉姆遗体火化的场面后，摄制组回到巴黎补拍了几组镜头，就解散了。

## 发行
影片受到评论界称赞。让-路易·博里(Jean—Louis Bory)发表在《艺术》周刊的影评题目是《温存与智慧的盛会》。雷内·科尔塔德在《快报》上称它是《新浪潮第一部引人入胜的影片》，乔治·萨杜尔在《法兰西通信》上将评论这部影片的专栏命名为《与人为善》。《世界报》、《战斗报》和《费加罗》都发表了大致相同的意见。只有《法兰西观察家》发表的贝尔纳·多尔特的文章谈到，这部影片是对电影规范的毁坏，是对弗朗索瓦·特吕弗个性的破坏：“特吕弗的《朱尔与吉姆》不是一个老人对青春的梦想，而是一个青年对暮年的叙述。这是一部在明星帮助下垂青‘老家伙们’的新浪潮影片。”
虽然影片受到好评，但是特吕弗很担心它会在审查时遇到麻烦，因为他知道片中描写的“单纯的三角恋”对世俗伦理是一种衝击。亨利·德·塞戈涅担任主席的审查委员会看完影片后，于1961年11月24日做出决定：本片不能向18岁以下观众放映。特吕弗要求取消这个限制。但是，尽管他收集了很多知名人士的证词，比如让·雷诺阿、让·谷克多、阿尔芒·萨拉克鲁、皮埃尔·拉扎雷夫和阿伦·雷乃，这些人都愿担保这部影片“没有不道德的内容”，但是审查委员会的裁定还是生效了。1962年1月24日，《朱尔与吉姆》巴黎首映，获得了21万观众。
特吕弗开始为影片大肆宣传。外省报纸称他是一个严肃的、有人情味的、羞怯而礼貌的导演。马塞尔·贝尔贝在科西诺公司工作时认识的阿兰·瓦尼耶将负责《朱尔与吉姆》的海外销售。加拉影片发行公司驻巴黎代表阿兰·瓦尼耶打电话给英国总部老板肯尼思·里夫，老板立即要求他买下本片，亲自从伦敦飞到巴黎与卡洛斯影片公司签了合同。随后，阿兰·瓦尼耶在第一次赴美国旅行期间将影片介绍给了剑桥的两个学生：齐鲁斯·哈维和布赖恩·哈利迪，他们创办了电影发行公司雅努斯。由于《朱尔与吉姆》是塞迪夫公司与卡洛斯公司联合出品，塞迪夫公司在1962年2月20日与雅努斯公司签约，委托其负责本片在美国的发行，并以4万美元作为美国票房的最低保证金。从此，阿兰·瓦尼耶成为特吕弗影片的国外销售商。
1962年6月22日，《朱尔与吉姆》在意大利遭禁映。特吕弗很快来到罗马，支援本片发行商迪诺·德·劳伦蒂斯组织的大众动员活动，其中还有一些知名知识分子参加，如阿尔贝托·莫拉维亚和羅伯托·羅塞里尼。7月2日，禁令取消。特吕弗带着该片游历了欧洲主要城市：布鲁塞尔、伦敦、慕尼黑、柏林、斯德哥尔摩，然后到阿根廷参加了马德普拉塔电影节，还去了里约热内卢，波多黎各，最后来到纽约。每到一处都举行新闻发布会。特吕弗在美国的行程于4月17日结束，接着他要去戛纳担任电影节评委。《朱尔与吉姆》于4月25日在纽约的一家影院首映，连续放了4周，获得好评。